# 小其培水电站
小其培水电站（英语：Chipwi Nge Hydropower Station）是位于缅甸克钦邦恩梅开江支流其培河上的中型引水式水电站，由中国国家电力投资集团下属云南国际电力投资有限公司投资建设，总装机容量99兆瓦（3×33兆瓦），是中缅经济走廊框架下的重要能源合作项目。

## 工程概况
电站位于其培市以北15公里处（25°52′N 98°08′E / 25.867°N 98.133°E），距密支那150公里，主要建筑物包括：
- 首部枢纽：混凝土重力坝，最大坝高42米，设2孔溢洪道（10×8米）
- 引水系统：隧洞全长4.3公里，直径6.5米，采用"三机一洞"布置[3]
- 发电厂房：地面式结构，安装3台冲击式水轮发电机组，额定水头318米[4]

### 建设运营
- 2009年：作为密松水电站配套工程开工
- 2013年9月：首台机组投产，成为中电投首个海外投产电站[4]
- 2014年：通过枢纽工程专项验收[3]

### 社会效益
据缅甸电力部数据，电站使克钦邦通电率从37%提升至43%，密支那供电村庄从40个增至150个。项目累计为当地创造就业岗位3000余个，并设立水电技术培训中心，培养缅甸籍技术人才110余名。

## 图册

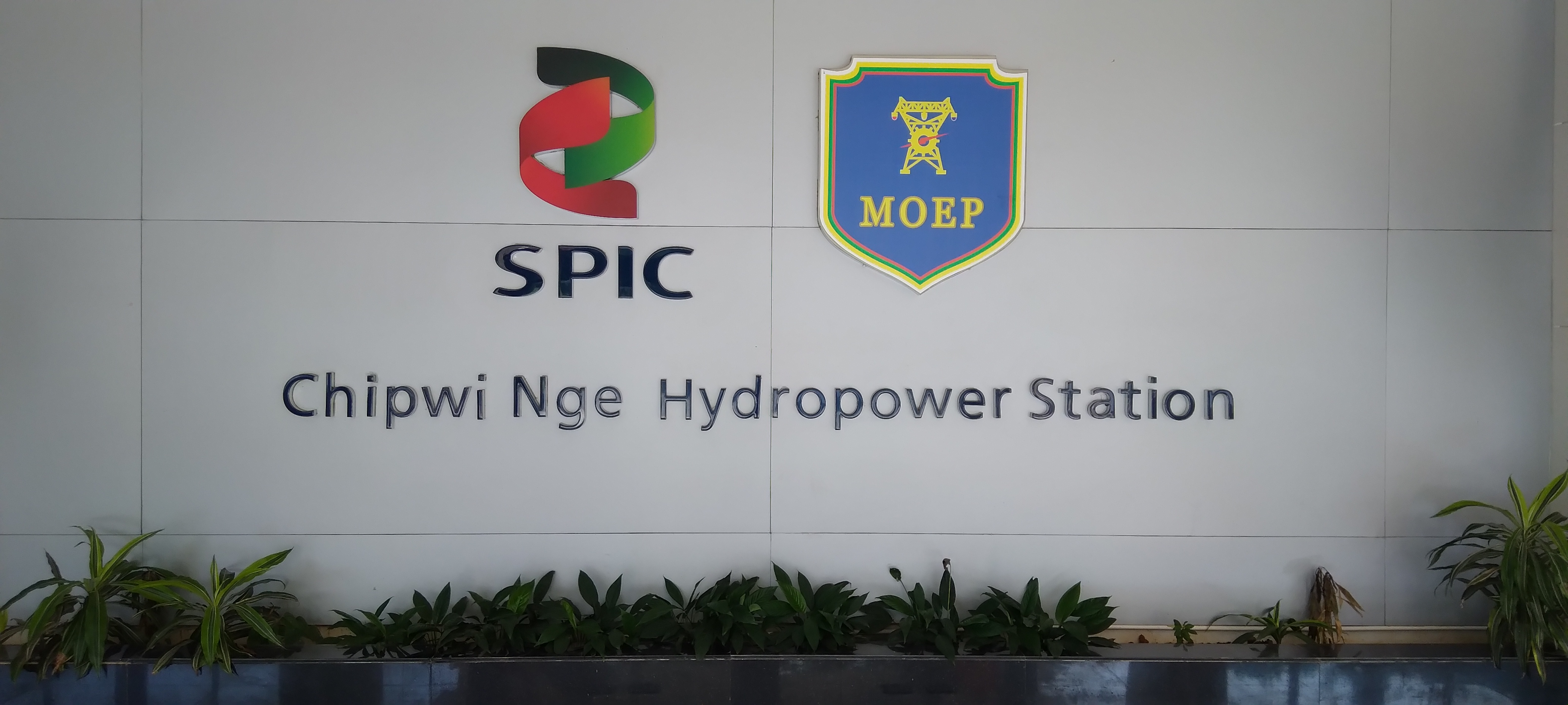
标识
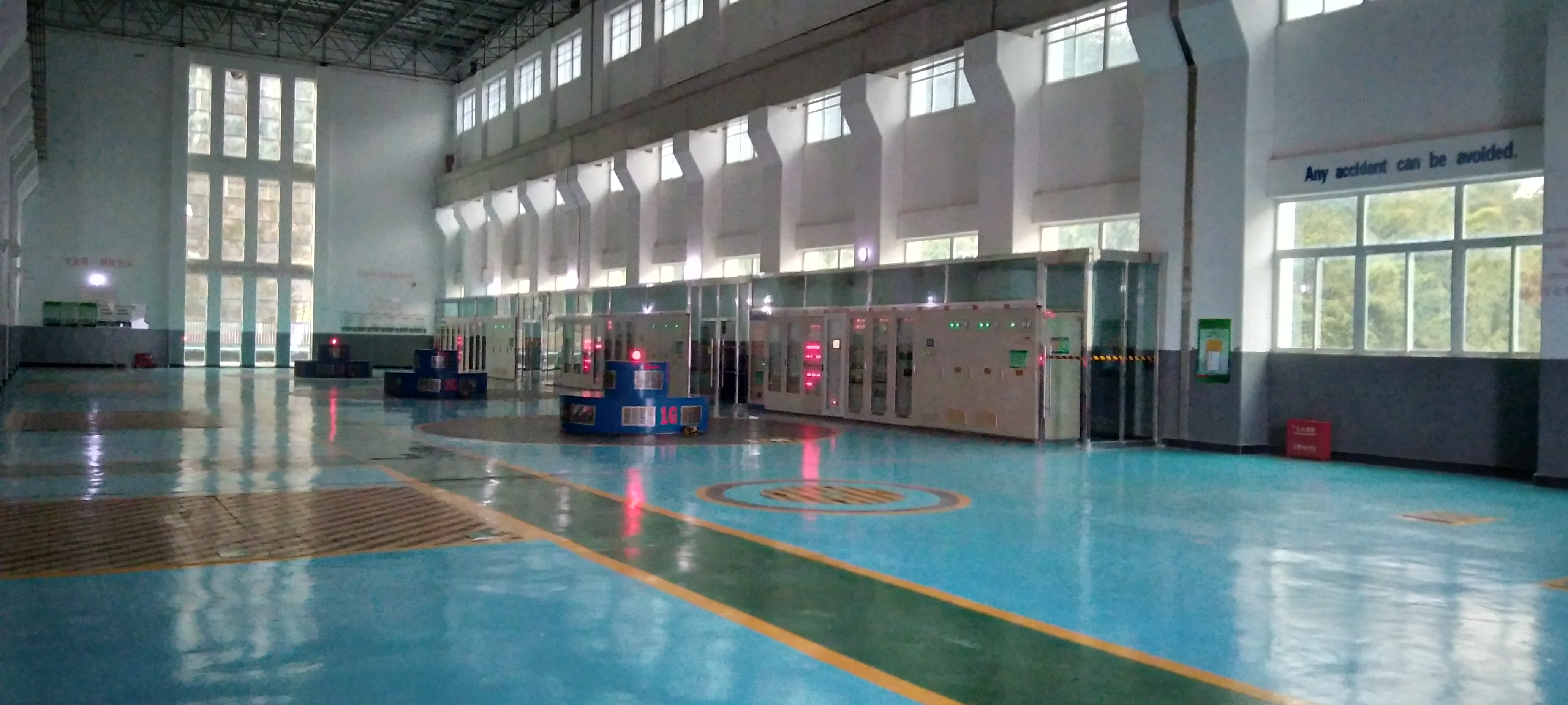
涡轮机
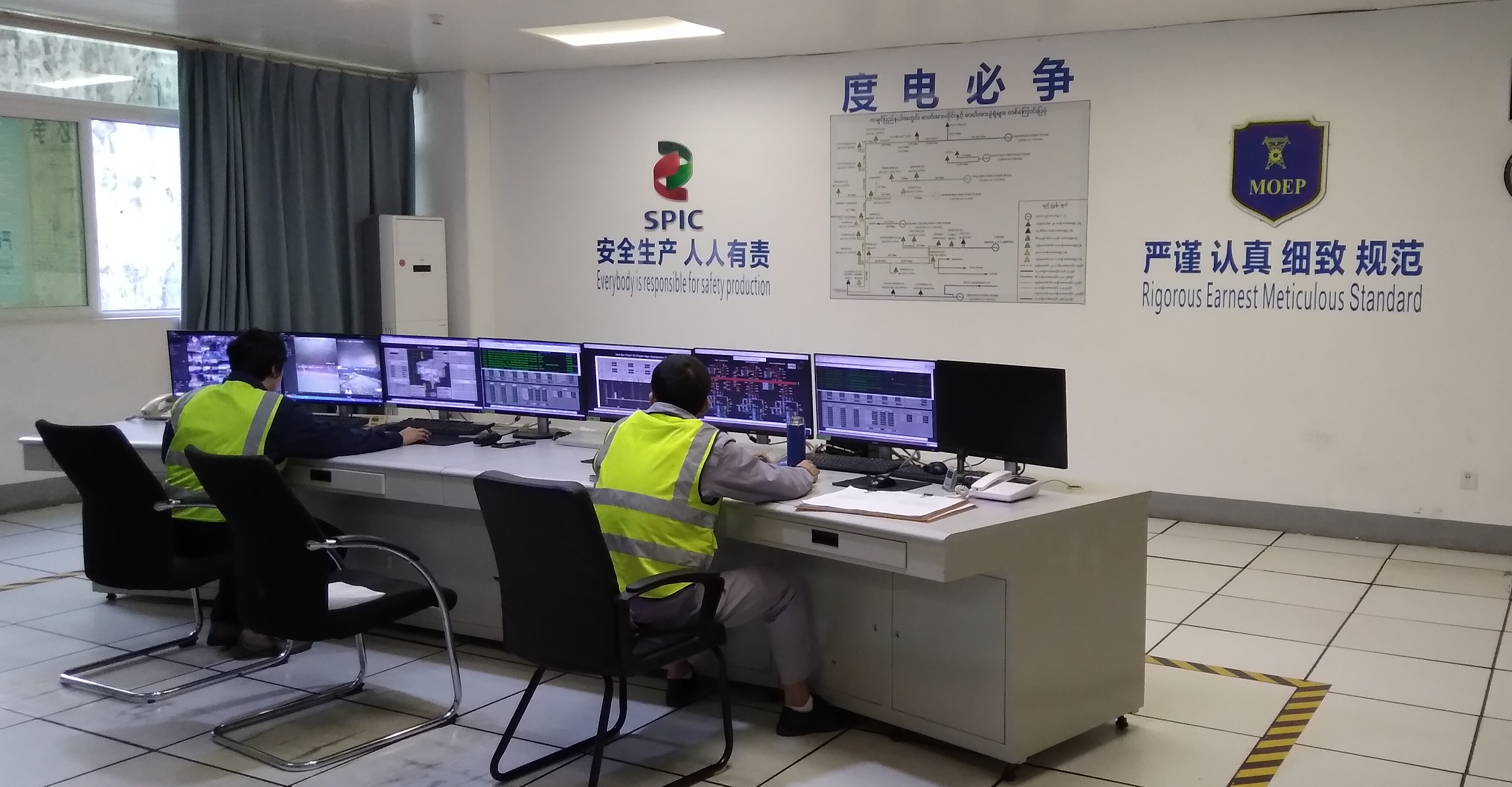
中央控制室
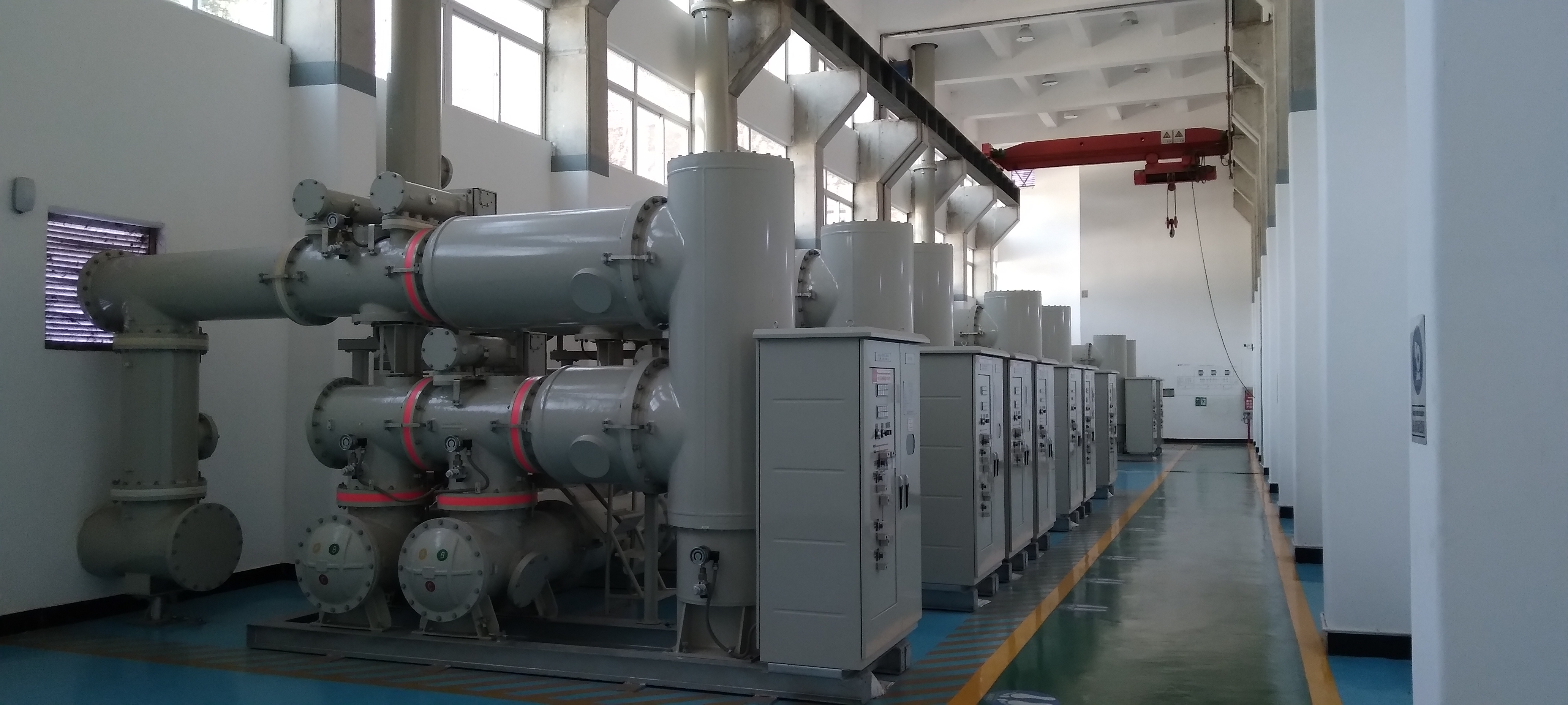
气体绝缘变电站
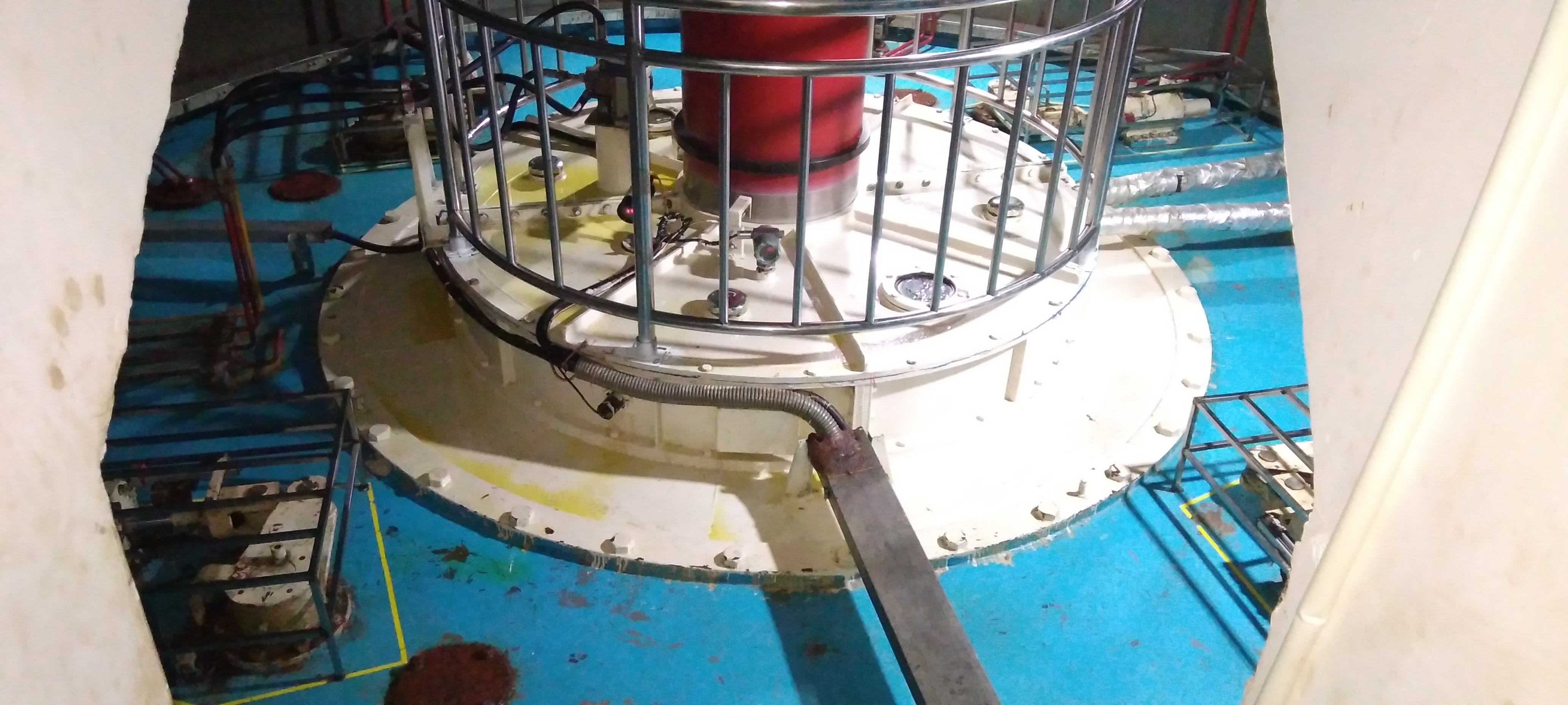
涡轮机的特写